# Administracja rządowa w Polsce

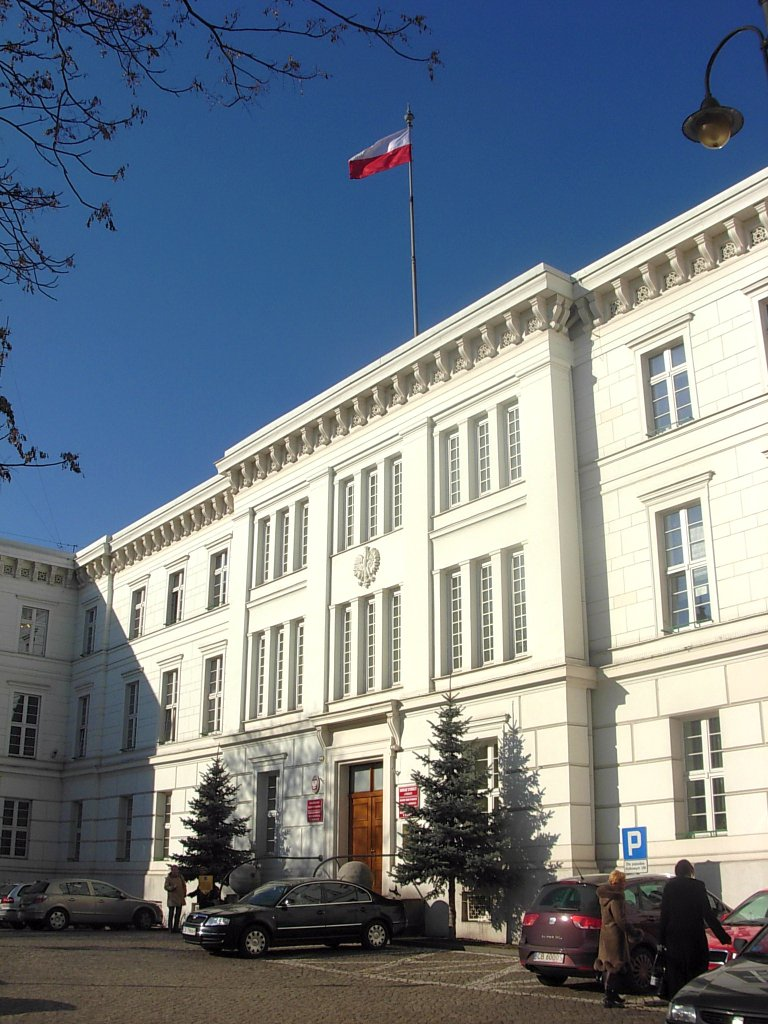
Budynek Urzędu Wojewódzkiego w Bydgoszczy

Administracja rządowa w Polsce dzieli się na:
- administrację rządową centralną, obejmującą też niezespoloną administrację rządową w województwie;
- administrację rządową terenową (wojewódzką), obejmującą w każdym województwie urząd wojewódzki oraz zespoloną administrację rządową w województwie (inspekcje i straże), na której czele stoi wojewoda.

Administracją rządową kieruje Rada Ministrów: Ministrowie kierują określonymi działami administracji rządowej lub wypełniają zadania wyznaczone im przez Prezesa Rady Ministrów. Zakres działania ministra kierującego działem administracji rządowej określają ustawy. (art. 149 ust. 1 Konstytucji).
W administracji rządowej wyróżnia się dwa rodzaje stanowisk:
- stanowiska polityczne – zmieniające się wraz ze zmianą rządu (ministrowie, wojewodowie)
- stanowiska cywilne – działające niezależnie od rządu, które powstały w celu zapewnienia zawodowego, rzetelnego, bezstronnego i politycznie neutralnego wykonywania zadań państwa, w urzędach administracji rządowej (...) (art. 153 ust. 1 Konstytucji).

Prezes Rady Ministrów jest zwierzchnikiem służbowym pracowników (będących funkcjonariuszami publicznymi) administracji rządowej.
Przedstawicielem Rady Ministrów w województwie jest wojewoda.

## Lokalizacja urzędów centralnych
Siedziby jednostek wchodzących w skład centralnej administracji rządowej znajdują się głównie w Warszawie. W tym mieście zlokalizowano 93 siedzib tych instytucji.
| województwo | liczba urzędów w województwie | miejscowość              | liczba urzędów w miejscowości |
| ----------- | ----------------------------- | ------------------------ | ----------------------------- |
| mazowieckie | 96                            | Warszawa                 | 93                            |
| mazowieckie | 96                            | Brwinów                  | 1                             |
| mazowieckie | 96                            | Gostynin                 | 1                             |
| mazowieckie | 96                            | Radom                    | 1                             |
| łódzkie     | 5                             | Łódź                     | 4                             |
| łódzkie     | 5                             | Poręby k. Zduńskiej Woli | 1                             |
| małopolskie | 2                             | Kraków                   | 2                             |
| pomorskie   | 2                             | Gdańsk                   | 1                             |
| pomorskie   | 2                             | Słupsk                   | 1                             |
| śląskie     | 2                             | Bielsko-Biała            | 1                             |
| śląskie     | 2                             | Katowice                 | 1                             |
| Suma        | Suma                          | Suma                     | 107                           |

## Inspekcje
- Państwowa Inspekcja Farmaceutyczna
- Inspekcja Handlowa
- Inspekcja Jakości Handlowej Artykułów Rolno-Spożywczych
- Państwowa Inspekcja Ochrony Środowiska
- Państwowa Inspekcja Pracy
- Inspekcja Transportu Drogowego
- Inspekcja Weterynaryjna
- Państwowa Inspekcja Ochrony Roślin i Nasiennictwa
- Państwowa Inspekcja Sanitarna

## Kontrole, straże, służby, agencje
- Regionalna Izba Obrachunkowa
- Policja
- Straż Graniczna
- Agencja Bezpieczeństwa Wewnętrznego
- Agencja Wywiadu
- Krajowy Ośrodek Wsparcia Rolnictwa
- Służba Celno-Skarbowa
- Służba Wywiadu Wojskowego
- Państwowa Straż Pożarna
- Służba Ochrony Państwa
- Państwowa Straż Rybacka
- Państwowa Straż Łowiecka

## Urzędy
- Urząd do Spraw Cudzoziemców
- Wyższy Urząd Górniczy
- Urząd Dozoru Technicznego
- Rada Doskonałości Naukowej
- Polski Komitet Normalizacyjny
- Główny Urząd Statystyczny
- Urząd Ochrony Konkurencji i Konsumentów
- Urząd Komunikacji Elektronicznej
- Urząd Patentowy Rzeczypospolitej Polskiej
- Urząd Rejestracji Produktów Leczniczych, Wyrobów Medycznych i Produktów Biobójczych
- Urząd Zamówień Publicznych
- Komisja Nadzoru Finansowego
- Centralna Komisja Egzaminacyjna
- Główny Urząd Geodezji i Kartografii
- Główny Urząd Miar
- Urząd Regulacji Energetyki
- Transportowy Dozór Techniczny
- Wojskowy Dozór Techniczny